# SJ U (1926)
Die Baureihe U ist eine Elektrolokomotive für den Rangierdienst, die ab 1930 als Serienlokomotive, aufbauend auf die Erkenntnisse der Baureihe Ua für die schwedische Staatsbahn Statens Järnvägar und für TGOJ gebaut wurde. Ein Teil dieser Lokomotiven wurde im Laufe der Jahre modernisiert, weitere Maschinen wurden direkt vom Hersteller ASEA an LKAB als Baureihe F und an Norges Statsbaner als Baureihe El 10 verkauft.

## Geschichte
Im Zusammenhang mit dem Bau der Streckenlokomotiven der Baureihe D begannen die SJ in den 1920er Jahren, elektrische Rangierlokomotiven zu erproben. Es wurden 1925 drei Lokomotiven mit der Baureihenbezeichnung U bei ASEA bestellt. Die Bezeichnung dieser drei Lokomotiven wurde später in Ua geändert.

## Bauserie Ua
Diese Lokomotiven hatten die gleiche Art der Kraftübertragung wie die späteren Lokomotiven der U-Reihe. Der Elektromotor trieb über eine Blindwelle und von dort über Kuppelstangen alle drei Achsen an. Die Bauserie Ua hatte das Führerhaus an einem Ende der Lok. Der Elektromotor war der Typ ASEA KJ 136, der Stromabnehmer Typ MK-II. Die im Lieferzustand grau lackierten Lokomotiven waren hauptsächlich im Erzhafen Svartö an der Malmbanan im Einsatz. Erst im Laufe der 1930er Jahre wurden sie in der damals üblichen rotbraunen Farbe lackiert. Die drei Lokomotiven wurden zwischen 1965 und 1970 abgestellt und bis 1971 in Notviken verschrottet.

## Weitere Bauserien
Auf Grund der schlechten Sichtverhältnisse für den Lokführer bei der Bauserie Ua wurde zur Verbesserung bei den folgenden Bauserien das Führerhaus in die Lokmitte verlegt. Damit erhielten sie das charakteristische Aussehen im Stil der späteren Baureihe H. Die Vorbauten fielen nach beiden Seiten leicht ab. Der Stromabnehmer wurde auf das leicht gewölbte Kabinendach gesetzt. Wie alle Lokomotiven und Wagen aus dieser Zeit war die SJ-Version in rotbraun lackiert. Die TGOJ-Lokomotiven wurden ursprünglich in dunkelgrün mit gelbem Dekor geliefert, später bekamen sie einen braunorangen Anstrich mit weißen Streifen an der Vorder- und Rückseite sowie einem weißen Streifen entlang der Führerkabine. Die neuen Bauserien wurden kontinuierlich verbessert. Gegen Ende ihrer Einsatzzeit existierten Lokomotiven in mehreren Farbvarianten: Rotorange mit dunkelgrauen Oberteil und blau mit roten diagonalen Streifen.
Abgesehen von den optisch anders gestalteten drei Lokomotiven der Vorserie (Ua) gab es fünf verschiedene Modellvarianten der Baureihe U. Die Leistungsangaben entsprechen dem letzten Stand vor der Abstellung:
| Bezeichnung | Baujahr           | gebaute Anzahl | Leistung in kW | Gewicht Tonnen |
| ----------- | ----------------- | -------------- | -------------- | -------------- |
| Ub          | 1930–1950         | 123            | 610            | 47,4           |
| Uc          | 1933              | 1              | 610            | 49,2           |
| Ud          | 1955–1956         | 25             | 620/720        | 50,4           |
| Ue          | 1987–1990 (Umbau) | 60             | 920            | 47,4           |
| Uf          | 1990–1991 (Umbau) | 16             | 920            | 50,4           |

## Bauserie Ub
Von der Serie Ub wurden zwischen 1930 und 1951 mit 123 Stück die meisten Exemplare hergestellt. Davon gingen 90 an die SJ, 14 an LKAB, 5 an TGOJ und 13 an NSB. Bei SJ fuhren die Lokomotiven bis in die 1990er Jahre.
Im Laufe der Jahre wurden die Vorbauten mehrfach verändert. So waren diese zuerst kantig mit V-Form an der Stirnseite, es folgte eine glatte Stirnseite und zuletzt waren die Hauben wie bei der Serie Ud und der Baureihe H abgerundet. Wie die Baureihe D erhielten die Lokomotiven später stärkere Motoren mit 610 kW, was keine Änderung der Bauserienbezeichnung oder der Seriennummer zur Folge hatte.

## Bauserie Uc
Von der Uc wurde nur ein Exemplar gebaut. Diese konnte mit einem Akkumulatorwagen (LüP 10,55 m, Gewicht 32,8 Tonnen, Preis 234.000 Kronen) gekuppelt werden und hatte im Akkubetrieb eine Leistung von 215 kW. Der Wagen wurde 1956 verschrottet und die Lok fuhr danach als normale elektrische Lokomotive. 1974 erhielt die Lok einen neuen Motor vom Typ KJ 136 mit einer Leistung von 515 kW. Von 1972 bis 1987 war sie in Kristinehamn stationiert. 1979 wurde wiederum ein neuer Motor mit einer Leistung von 700 kW eingebaut. Die Abstellung der Lok erfolgte 1991, im gleichen Jahr wurde sie in Göteborg verschrottet.

## Bauserie Ud
In Verbindung mit den großen Lokbestellungen Ende der 1940er Jahre wurde eine modernisierte Version der Ub in Auftrag gegeben. Dabei wurde eine zusätzliche Blindwelle eingebaut, um ein besseres Gleichgewicht der Kuppelstangen zu erreichen und die Fahreigenschaften zu verbessern, um die Höchstgeschwindigkeit von 45 km/h auf 60 km/h zu erhöhen. Zusätzlich erfolgte der Einsatz von Rollenlagern statt Gleitlagern. Die Führerstandskabinen wurden besser isoliert, ähnlich wie bei den aus der Baureihe D in Da verbesserten Lokomotiven. Äußerlich sichtbar war dies an den Gummileisten, die die Holzleisten ersetzten.
Ud 864, 865, 866, 868 und 870 wurden in den frühen 1970er Jahren für den Einbau einer automatischen Kupplung vorbereitet und auf die neue Länge über Puffer von 10.700 mm verlängert. Ud 864 und 868 wurden mit automatischer Kupplung des Typs SA3 zum Verschub von Erzwagen ausgestattet. 1975 wurde die Bauserie mit Mehrfachsteuerung ausgerüstet.
Die Motorleistung des Typs KJ 137, mit dem die Lokomotiven geliefert wurden, betrug 620 kW, die meisten der Lokomotiven wurden später mit Motoren des Typs KJC 137 mit 720 kW ausgestattet.
Die ursprüngliche Farbe der Lokomotiven war braun. Ud 865 wurde in den späten 1980er Jahren in Rot umlackiert.
Ud 848–853, 855–861, 867, 870 und 871 wurden während der 1990er Jahre modernisiert und bekamen die neue Bauserienbezeichnung Uf, wobei Uf 870 wieder die ursprüngliche Länge erhielt.

### MTAB Ud
Ud 863–865 und 868 wurden 1996 an Malmtrafik AB – MTAB abgegeben. Während die ersten drei Lokomotiven 2001 bis 2003 ausgemustert und verschrottet wurden, ging 868 1999 an Norrbottens Järnvägsmuseum.
Vorhanden sind noch (2012): Ud 854 im Schwedischen Eisenbahnmuseum Gävle, Ud 868 im Norrbottens Järnvägsmuseum in Luleå und der Ersatzteilspender Ud 872 bei Euromaint in Notviken.

## Bauserie Ue
Die Bauserie Ue waren umgebaute Ub-Lokomotiven (Ub 167, 169, 170, 246, 247, 249, 251, 252, 254, 256, 260, 263, 264, 276–281, 285, 287, 288, 290, 497, 499, 500, 528–586, 588–590, 592, 593, 645, 646, 648, 649, 652, 653, 688, 690–692, 703, 705, 708–711, 714–717). Diese wurden zusammen mit den 1988 bis 1990 von TGOJ gekauften Ub 501–501 und 505 zwischen 1987 und 1990 in der Hauptwerkstatt Notviken mit einem neuen Motor vom Typ ASEA KJC 137 ausgerüstet. Ferner erhielten sie Funkfernsteuerung, Mehrfachsteuerung und Zentralschmierung. Zudem erhielten die ursprünglich braunen Lokomotiven einen neuen Anstrich in den Farben grau/blau/gelb. Anfang der 1990er Jahre wurde die Farbgebung erneut in rot-orange/dunkelblau geändert.
Die von TGOJ übernommenen Lokomotiven erhielten die Seriennummern Ue 995 bis 998. Von der gesamten Serie ist keine Maschine mehr im Einsatz.

### MTAB Ue
Ue 252, 287, 290 und 652 wurden 1996 an Malmtrafik AB (MTAB) verkauft. Lok 252 war mit dem Motor KJC136 ausgestattet, die drei übrigen mit dem Motor KJC137. Alle vier Lokomotiven wurden bereits 1997 abgestellt und bis auf Ue 290 2001 verschrottet. Ue 290 folgte 2007.

### GC Ue
Ue 290 wurde 1999 an SJ Goods, das 2001 in Green Cargo aufging, verkauft. Sie wurde bis 2007 eingesetzt und in diesem Jahr in Gällivare verschrottet.

## Bauserie Uf

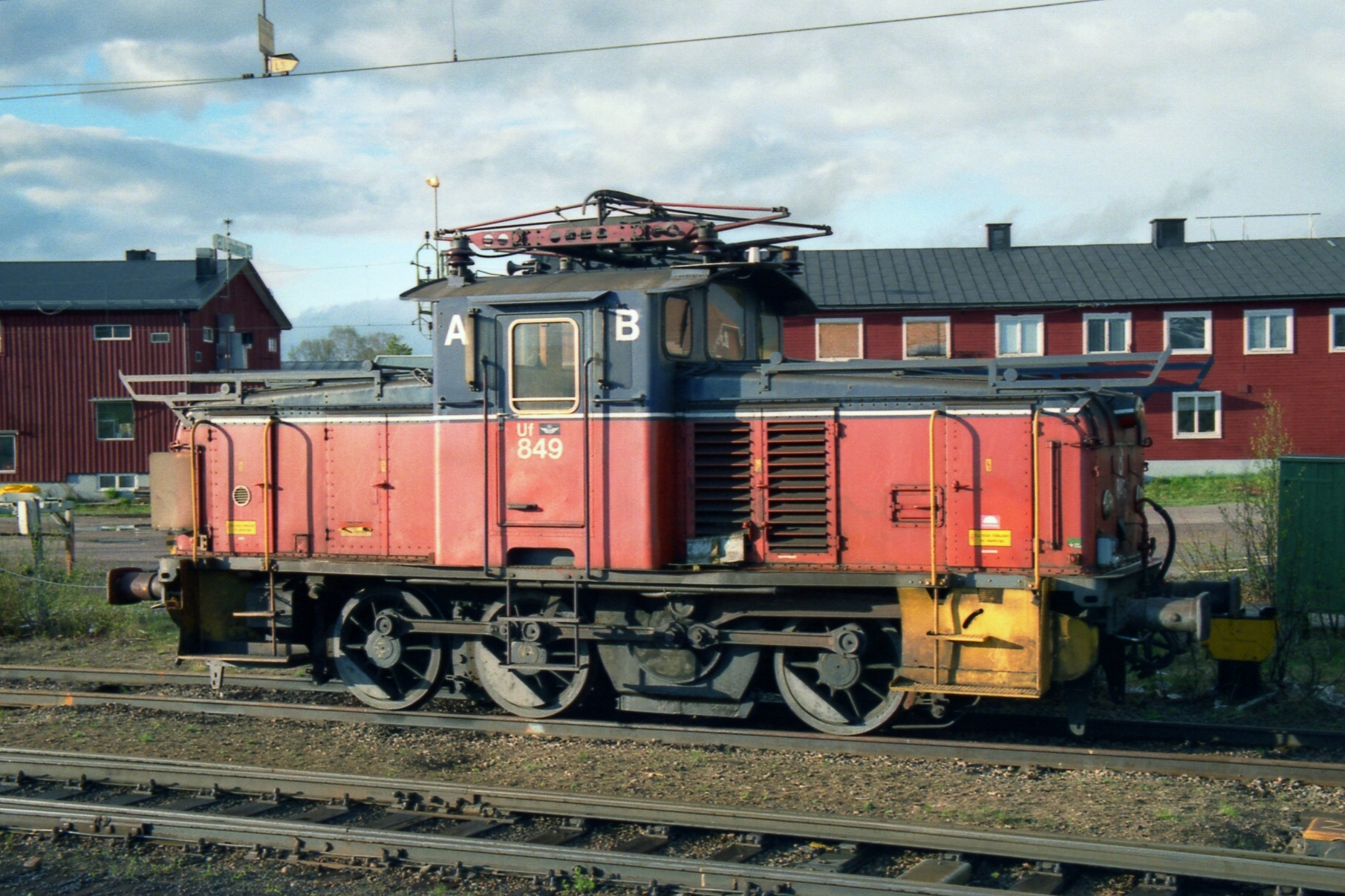
Uf 849 in Gällivare (2000)

Die Bauserie Uf waren 1990 und 1991 umgebaute Ud-Lokomotiven (Ud 848–853, 855–861, 867, 870, 871). Sie wurden mit Mehrfachsteuerung und Funkfernsteuerung ausgerüstet und blieben mit der neuen Bauserienbezeichnung und der alten Betriebsnummer im Einsatz.
Uf 850, 853, 855–857, 859, 867 und 870 wurden zwischen 1996 und 1997 abgestellt und bis 2001 verschrottet.

### MTAB Uf
Uf 861 und 871 wurden 1996 an Malmtrafik AB (MTAB) verkauft und waren dort nur kurz im Einsatz. Bereits 1997 wurden sie abgestellt und 2001 in Kiruna verschrottet.

### EuroMaint Uf
EuroMaint übernahm zwischen 2001 und 2002 die Uf 848, 849 und 851. Bis 2010 waren sie von Hagalund aus im Einsatz, danach von Notviken, wo sie durch Diesellokomotiven des Typs V4 und Z66 ersetzt wurden.

### TrainMaint Nord Uf
Uf 860 wurde 2001 von TrainMaint Nord übernommen. Die Gesellschaft gab die Lokomotive noch im gleichen Jahr an TraffiCare AB weiter.

### TraffiCare Uf
TraffiCare AB übernahm 2001 die Lokomotiven Uf 852 und 858 von SJ und die 860 von TrainMaint Nord AB. 852 und 858 wurden 2006 in Hagalund verschrottet.
2011 war nur noch eine Lokomotive, die Uf 860 in Betrieb. Sie wurde für den Rangierbetrieb im Personenbahnhof von Hagalund, Solna eingesetzt. Die Lokomotive war lange abgestellt und wurde 2010 aufgrund von Lokmangel wieder in Betrieb genommen. Vor allem wurde sie zum Verschieben von IC-Zügen von Veolia eingesetzt.